# Parafia św. Jadwigi Śląskiej w Sokołowcu
Parafia Świętej Jadwigi Śląskiej w Sokołowcu – parafia rzymskokatolicka w dekanacie złotoryjskim w diecezji legnickiej.